# Независимая федерация реслинга
Независимая федерации реслинга (НФР) — российский рестлинг-промоушн. Основан Вадимом Корягиным в 2002 году. НФР является первым и старейшим промоушном в России. По состоянию на 2022 год организация провела более 200 шоу, преимущественно в Москве. В среднем шоу посещает 100—150 зрителей.
С 2005 по 2010 год матчи НФР транслировались по телеканалам 7ТВ и «Русский Экстрим».

## История
Первой попыткой организации рестлинга в современной России был проект rWo (Russian World Order или Russian Wrestling Organization). В 2001 году группа энтузиастов из разных городов России и стран СНГ запустила сайт и рассылку, целью которых был поиск и объединение любителей рестлинга, изучение приёмов и дальнейшее проведение рестлинг-шоу. Инициатива завершилась лишь проведением бэкъярда (дворовый рестлинг).
Промоушн основан в 2002 году предпринимателем Вадимом Корягиным, который познакомился к рестлингом проживая в Канаде и прошёл обучение в школе рестлинга Camp Martell. Организация основана на базе спортивно-артистической секции по реслингу, располагавшейся в Доме культуры «Капотня» в Москве. Первая тренировка состоялась 20 июня 2002 года. Первое шоу «Зона физических наказаний» прошло 17 ноября 2002 года. На шоу выступили 6 мужчин (Артур Нурмухаметов, Бунтарь рок-н-ролла (Вадим Корягин), Московский терминатор, Макс Крими и два выходца из rWo — Князь и Русский размер) и 2 женщины (Вита и Тэра). Московский терминатор стал первым чемпионом НФР, а Вита — первой чемпионской НФР среди девушек.
Начиная с 2003 года, НФР проводит ежемесячные шоу «Опасная зона». Первое шоу за пределами Москвы прошло 9 августа 2004 года в подмосковном Королёве на стадионе «Вымпел» под открытом небом при крайне низкой посещаемости.
С ноября 2005 по декабрь 2006 года шоу «Опасная зона» транслировалось по телеканалу 7ТВ. С мая 2007 и до конца 2007 — по телеканалу «Русский Экстрим», а с мая 2008 и до апреля 2010 — вновь по 7ТВ.
С 2005 НФР проводит шоу «Реслиада», гостями которого становятся зарубежные рестлеры. На «Реслиаде 2012» в главном событии Иван Марков победил Эль Дженерико (Сами Зейн в WWE).
По приглашению Департамента физической культуры и спорта Москвы, начиная с 2006 года, НФР участвует в ежегодном спортивном празднике «Московский спорт в Лужниках» (с 2012 года — MoscowCityGames), а также в «Дне города в Лужниках». 13 ноября 2006 году на шоу НФР присутствовал Шейн Макмэн.
В 2011 году Вадим Корягин переехал в Сингапур и открыл там промоушен и школу реслинга Singapore Pro Wrestling. Руководителем НФР стал Даниил Дмитриев, который также выступает на ринге в качестве рефери.
В 2012 году рестлеры НФР принимают участие в фестивале «Большая разница» в Одессе, Украина.
15 февраля 2014 года в Москве состоялось шоу «Опасная зона № 82: НФР vs. TNA» в котором приняли участие рестлеры Total Nonstop Action Wrestling Зима Айон, Экстремальный тигр и Сонджей Датт.
20 апреля 2019 года Паша Техник победил Михаила Вахнеева на шоу «Высокие ставки».
28 октября 2022 в свет вышел документальный проект об истории НФР и российского реслинга, под названием «НФР: 7300 дней независимости»
20 ноября 2022 года Виктор Зангиев стал гостем юбилейного шоу НФР «20 лет про-реслинга в России». Зангиев вмешался в главное событие шоу и провёл Ронни Кримсону «суплекс живот-к-животу», а затем запер его в «бэкбрейкер на коленях». Шоу транслировалось в прямом эфире на платформе «Okko.Спорт».
По состоянию на 2022 год НФР выпускает еженедельное шоу «Удар» на своём YouTube-канале и проводит несколько живых выступлений в год.

1 октября 2023 года прошли первые съёмки эксклюзивного шоу «Наш рестлинг», для телеканала «Матч! Боец».

### Школа рестлинга
Школа рестлинга НФР функционирует с 2002 года. Рестлеры и выпускники НФР выступают на независимой сцене Европы и Азии. Наибольшего международного успеха добилась выпускница НФР Наталья Маркова, которая выступает в независимых компаниях США, в том числе National Wrestling Alliance, американском рестлинг-промоушне с более чем 70-летней историей.

## Действующие чемпионские титулы
- Чемпионство НФР в Тяжёлом весе — Алексей Чапланов.
- Чемпионство НФР среди женщин — «Королева Пауков» Мефисто.
- Чемпионство НФР в парных боях — Анджело Моретти и Гарри Свит.
- Чемпионство НФР в лёгком весе — Мистер Чиллекс.
- Чемпионство Москвы — Александр Анисимов.
- Экстремальное чемпионство НФР — Гарри Свит.[29]